# Búsqueda DNS inversa
La búsqueda DNS inversa o la resolución DNS inversa (rDNS) es la determinación de un nombre de dominio que está asociado a una determinada dirección IP utilizando el Sistema de nombres de dominio (DNS) de Internet.
Las redes de ordenadores utilizan el Sistema de Nombres de Dominio para determinar la dirección IP asociada a un nombre de dominio. Este proceso también se conoce como la resolución de DNS hacia adelante. La búsqueda de DNS inversa es el proceso inverso, la resolución de una dirección IP a su nombre de dominio designado.
La base de datos de DNS inversa de la Internet tiene sus raíces en la dirección y el área de enrutamiento de parámetros (.arpa) del dominio de nivel superior de Internet. IPv4 utiliza el dominio in-addr.arpa y el dominio ip6.arpa se delega para IPv6. El proceso de la resolución inversa de una dirección IP utiliza el tipo de registro DNS puntero (registro PTR).
Los documentos oficiales de Internet (, RFC 1912 sección 2.1) especifican que "Cada host accesible en Internet debe tener un nombre" y que estos nombres coinciden con un registro de puntero inverso.

## Resolución inversa IPv4
Las búsquedas de DNS inversas para direcciones IPv4 utilizan una entrada inversa IN-ADDR en el dominio especial in-addr.arpa. En este dominio, una dirección IPv4 se representa como una secuencia concatenada de cuatro números decimales separados por puntos, a los que se adjunta el sufijo de dominio de segundo nivel .in-addr.arpa. Los cuatro números decimales se obtienen al dividir la dirección IPv4 de 32 bits en cuatro porciones de 8 bits y convertir cada porción de 8 bits en un número decimal. Estos números decimales se concatenan en el orden: la porción de 8 bits menos significativa primero (más a la izquierda), la porción de 8 bits más significativa última (más a la derecha). Es importante tener en cuenta que este es el orden inverso a la convención decimal con puntos habitual para la escritura de las direcciones IPv4 en forma textual. 
Por ejemplo, una dirección (A) para mail.example.com apunta a la dirección IP 192.0.2.5. 
En los registros de puntero de la base de datos inversa, esta dirección IP se almacena como el nombre de dominio 5.2.0.192.in-addr.arpa apuntando de nuevo a su nombre de host mail.example.com designado. Esto permite que pase el proceso de Forward confirmed reverse DNS.

### Método de DNS inversa sin clase
Históricamente, los registros de Internet y proveedores de servicios de Internet asignan direcciones IP en bloques de 256 (para la clase C) o bloques más grandes para las clases B y A. Por definición, cada bloque cae sobre un octeto frontera. La estructura del dominio DNS inversa se basa en esta definición. Sin embargo, con la introducción de Classless Inter-Domain Routing (CIDR), las direcciones IP se asignan en bloques mucho más pequeños, y por lo tanto el diseño original de los registros de puntero era poco práctico, ya que no se podía conceder la autonomía de la administración de bloques más pequeños. El RFC 2317 ideó una metodología para abordar este problema mediante el uso de los registros DNS de nombre canónico (CNAME).

## Resolución IPv6 inversa
Las búsquedas DNS inversas para direcciones IPv6 utilizan el dominio especial ip6.arpa. Una dirección IPv6 aparece como un nombre en este dominio como una secuencia de nibbles en el orden inverso, representado en forma de dígitos hexadecimales como subdominios. Por ejemplo, el nombre de dominio del puntero correspondiente a la dirección IPv6 2001:db8::567:89ab es b.a.9.8.7.6.5.0.0.0.0.0.0.0.0.0.0.0.0.0.0.0.0.0.8.b.d.0.1.0.0.2.ip6.arpa.

## Registros de punteros Múltiples
Aunque la mayoría de las entradas de los rDNS sólo tienen un registro PTR, DNS no restringe el número. Sin embargo, generalmente no se recomienda tener varios registros PTR para la misma dirección IP, a menos que haya una necesidad específica. Por ejemplo, si un servidor web provee muchos host virtuales, puede haber un registro PTR para cada host y algunas versiones de software de servidor de nombres lo asignarán automáticamente. Múltiples registros PTR pueden causar problemas, sin embargo, incluyendo la activación errores en programas que sólo esperan que los registros individuales de la PTR. En el caso de un servidor web de gran tamaño, que tiene cientos de registros PTR puede causar los paquetes DNS a ser mucho más grande de lo normal, lo cual puede ocasionar respuestas a truncarse si superan el límite de 512 bytes de mensaje UDP DNS.

## Otros registros además de registros PTR
Los tipos de registro diferentes de registros PTR también pueden aparecer en el árbol de DNS inversa. Por ejemplo, las claves de cifrado pueden ser colocados allí por IPsec (RFC 4025), SSH (RFC 4255) y IKE (RFC 4322). Descubrimiento de servicios basada en DNS (RFC 6763) utiliza registros con nombres especiales, en el árbol de DNS inversa para proporcionar consejos a los clientes sobre los dominios de descubrimiento de servicios -en una subred específica. Usos menos estandarizados incluyen comentarios colocados en los registros TXT y LOC para identificar la ubicación geofísica de una dirección IP.

## Usos
Los usos más comunes de la DNS inversa incluyen:
- El uso original de los rDNS: solucionar problemas de red a través de herramientas como traceroute, Ping, y el campo de encabezado para seguimiento "Recibido:" para el protocolo de correo electrónico SMTP, los sitios web de seguimiento de los usuarios (especialmente en foros de Internet), etc.
- Una técnica de antispam: la comprobación de los nombres de dominio en los rDNS para ver si los usuarios pueden ser de redes de acceso telefónico, direcciones asignadas dinámicamente, u otros servicios de bajo costo de Internet. Los propietarios de este tipo de direcciones IP suelen asignarles nombres rDNS genéricos como 1-2-3-4-dinámica-ip.example.com. Dado que la gran mayoría, pero no todos, de los mensajes de correo electrónico que se origina en estos equipos es spam, muchos filtros de spam rechazan mensajes de correo electrónico con estos nombres rDNS.[3][4]
- Una verificación forward-confirmed reverse DNS (FCrDNS) puede crear una forma de autenticación que muestra una relación válida entre el titular de un nombre de dominio y el propietario del servidor que se ha dado una dirección IP. Aunque no es muy completo, esta validación es lo suficientemente fuerte como para ser utilizado a menudo para propósitos de crear listas blancas, sobre todo porque los spammers y phishers por lo general no pueden pasar esta verificación cuando se utilizan ordenadores zombis que falsifican dominios.
- Registro del sistema o herramientas de monitoreo a menudo reciben las entradas con los dispositivos pertinentes especificados solamente por direcciones IP. Para proporcionar datos más utilizables por humanos, estos programas suelen realizar una búsqueda inversa antes de escribir el registro, escribiendo así un nombre en lugar de la dirección IP.